# سرقت در ۶۰ ثانیه (فیلم ۲۰۰۰)
سرقت در ۶۰ ثانیه (به انگلیسی: Gone in 60 Seconds) یک فیلم سرقت و اکشن آمریکایی محصول سال ۲۰۰۰ به کارگردانی دامینیک سینا و نویسندگی اسکات روزنبرگ با بازی نیکلاس کیج، آنجلینا جولی، جووانی ریبیسی، رابرت دووال و ویل پاتون است.
این فیلم از ماه می تا اکتبر ۱۹۹۹ در سراسر لس آنجلس و لانگ بیچ، کالیفرنیا فیلمبرداری شد. پس از اکران، این فیلم عموماً نقدهای منفی از سوی منتقدان دریافت کرد، با انتقادهایی برای نویسندگی، کارگردانی، و همچنین بازیگری و سکانس‌های اکشن. علیرغم واکنش منتقدان، فیلم ۲۳۷ میلیون دلار در مقابل بودجه تولید تخمینی ۹۰ میلیون دلاری فروخت.

## داستان
داستان فیلم سرقت در ۶۰ ثانیه ماجرای یک دزد ماهر اتومبیل به نام رندال و معروف به ممفیس است که قادرست در طی حداکثر ۶۰ ثانیه هر اتومبیلی با هر سیستم امنیتی را سرقت کند. او طی سالیان طولانی از همین راه زندگی را سپری کرده و خرج خود را با اتومبیل دزدی درمی‌آورد اما اکنون به نوعی پوچی رسیده است. او تصمیم گرفته تا در زندگی خود تجدید نظر کند اما درگیر شدن برادر کوچک او در یک ماجرای خطرناک باعث می‌شود تا یک خلافکار قدرتمند انگلیسی شرط ناممکنی را برای ممفیس بگذارد. او باید طی یک شب ۵۰ اتومبیل را سرقت کند و گرنه برادرش را خواهند کشت
کیپ رینز، دزد خودرو، با باند خود برای سرقت ۵۰ خودروی گران‌قیمت برای ریموند کالیتری، گانگستر بریتانیایی در لانگ بیچ، کالیفرنیا، کار می‌کند. کیپ پس از سرقت یک پورشه ۹۹۶ از یک نمایشگاه، ناخواسته پلیس را به انبار خدمه خود هدایت می‌کند و دزدان را مجبور به فرار می‌کند
کارآگاهان کاستلبک و Drycoff اتومبیل‌های دزدیده شده را توقیف می‌کنند و تحقیقات را آغاز می‌کنند اتلی جکسون، همکار کالیتری، با برادر کیپ، رندال «ممفیس» راینز، یک دزد بدنام اما اصلاح شده، تماس می‌گیرد ممفیس با کالیتری ملاقات می‌کند، کسی که کیپ را ربوده است و قصد دارد او را در یک ماشین سنگ‌شکن بکشد ممفیس موافقت می‌کند که ۵۰ ماشین را ظرف ۷۲ ساعت بدزدد و کیپ آزاد می‌شود کالیتری هشدار می‌دهد که اگر خودروها به موقع تحویل نشوند، کیپ کشته خواهد شد ممفیس از مربی خود اتو هالیول دیدن می‌کند و آنها خدمه ای از همکاران قدیمی را جمع می‌کنند: دانی آستریکی که اکنون یک مربی رانندگی است ابوالهول، مرتشین لال و سارا «سوی» ویلند، یک مکانیک و متصدی بار کیپ و خدمه‌اش برای کمک داوطلب می‌شوند و گروه ماشین‌ها را ردیابی می‌کنند و به هر کدام یک اسم رمز می‌دهند ممفیس اصرار دارد که یک فورد شلبی GT500 مدل ۱۹۶۷، ملقب به «الینور» که قبلاً برای سرقت آن تلاش کرده است برای آخرین بار ذخیره شود او و کیپ در حالی که ماشین‌ها را جستجو می‌کنند، به سختی از کشته شدن توسط یک باند رقیب اجتناب می‌کنند خدمه با امید به تحویل خودروها قبل از ردیابی، قصد دارند هر خودرو را در یک شب بدزدند
کاستلبک و درای‌آف متوجه می‌شوند که کیپ به یک کارمند نمایندگی مرسدس رشوه داده است تا کلیدهای ترانسپوندر برش لیزری سفارش دهد و کارآگاهان را قادر می‌سازد تا خودروهای مرسدس را در فهرست خدمه قرار دهند یکی از اعضای خدمه کیپ به‌طور ناگهانی یک کادیلاک الدورادو را می‌دزدد که در لیست نیست و خدمه مقداری هروئین را در صندوق عقب کشف می‌کنند کاتسل بک از راه می‌رسد و خدمه را مجبور می‌کند که حواس او را در حین دور ریختن مواد مخدر پرت کنند او با اطمینان از اینکه دزدی در آن شب اتفاق می‌افتد می‌رود

## بازیگران
- نیکلاس کیج در نقش راندل «ممفیس» رینز
- آنجلینا جولی در نقش سارا ویلند
- جووانی ریبیسی در نقش کیپ رینز
- دلروی لیندو در نقش رولند کاستلبک
- رابرت دووال در نقش اتو هالیول
- تیموتی اولفینت در نقش دت دریکف
- ویل پاتون در نقش آتلی جکسون
- شای مک‌براید در نقش دنی استریسکی
- وینی جونز در نقش اسفینیکس
- کریستوفر اکلستون در نقش ریموند کالیتری
- اسکات کان در نقش تومبلر
- ویلیام لی اسکات در نقش توبی
- جیمز دووال در نقش فرب
- فرانسیس فیشر در نقش جونی هالیول
- گریس زابریسکی در نقش هلن رینز
- مایکل پنیا در نقش ایگناسیو
- دن هیلدبرند در نقش سالی

## بازخوردها
- گردآورنده نقد راتن تومیتوز گزارش می‌دهد از رای ۱۴۱ نقد به فیلم با میانگین امتیاز ۴٫۴ از ۱۰ می‌باشد. با این حال، این فیلم از میان بیش از ۲۵۰٫۰۰۰ نقد، ۷۷ درصد از بینندگان را به خود اختصاص داده است، و این فیلم را به یک فیلم کلاسیک مورد علاقه طرفداران تبدیل کرده است.[۳]
- در متاکریتیک، فیلم بر اساس رای ۳۴ منتقد، میانگین وزنی امتیاز ۳۵ از ۱۰۰ را دارد که نشان‌دهنده نقدهای «به‌طور کلی نامطلوب» است.[۴]
- تماشاگران مورد نظر سینماسکور به فیلم نمره متوسط B+ در مقیاس A+ تا F دادند.[۵]

## گیشه
تا پایان اکران سینمایی فیلم، ۱۰۲ میلیون دلار در داخل و ۱۳۵ میلیون دلار در سطح بین المللی به دست آورد که مجموع درآمد ناخالص فیلم ۲۳۷ میلیون دلار در سراسر جهان را شامل می‌شود.
با توجه به هزینه‌های بالای تولید و بازاریابی، تخمین زده می‌شود که فیلم حدود ۹۰ میلیون دلار از پول استودیو را از دست داد، اگرچه به دلیل حسابداری هالیوود، دیزنی این فیلم را به عنوان ضرر ۲۱۲ میلیون دلاری یادداشت کرد.